# Strobilaspis flavitarsis
Strobilaspis flavitarsis är en tvåvingeart som beskrevs av James 1980. Strobilaspis flavitarsis ingår i släktet Strobilaspis och familjen vapenflugor. Inga underarter finns listade i Catalogue of Life.